# Hagasessorna
Hagasessorna (les « Hagasesses » ou les « princesses de Haga » en français) est le nom populaire donné aux princesses Margaretha (1934), Birgitte (1937-2024), Désirée (1938) et Christina de Suède (1943), filles du prince Gustave-Adolphe de Suède et de la princesse Sibylle de Saxe-Cobourg et Gotha et sœurs aînées de l'actuel roi de Suède Charles XVI Gustave. Ce surnom vient du château de Haga, où résidait la famille avant la mort de Gustave-Adolphe dans un accident aérien, survenu en 1947. Devenue veuve, Sibylle s'installe avec ses enfants au palais royal de Stockholm en 1950,,.
En 1940, l'écrivaine Brita af Geijerstam (sv) publie un recueil de chansons autour des princesses, intitulé Hagaprinsessornas visor. L'une de ces chansons, Prinsessorna på Haga, est enregistrée en 1941 sur disque gramophone par Gull Åkermark.

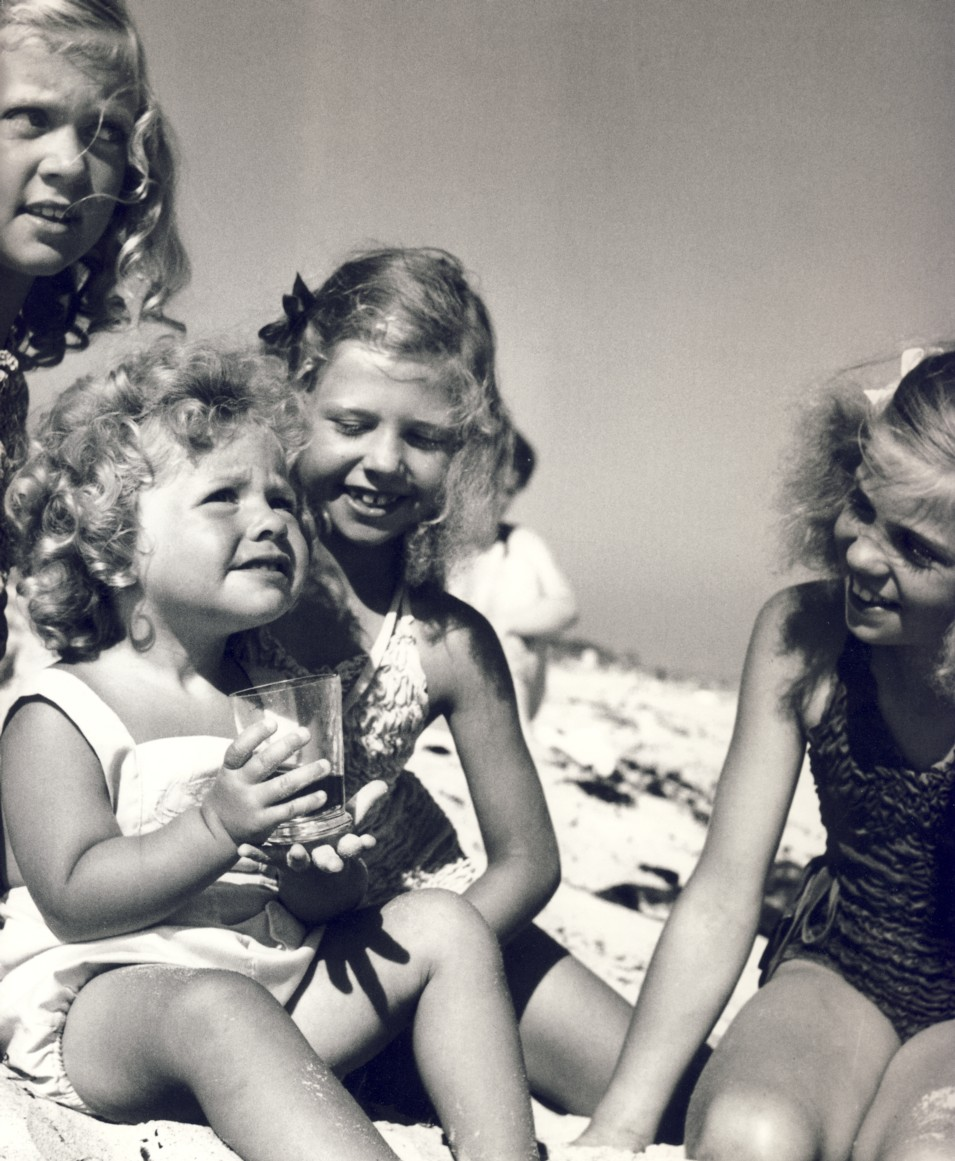
Birgitte, Christina, Désirée et Margaretha en 1945.
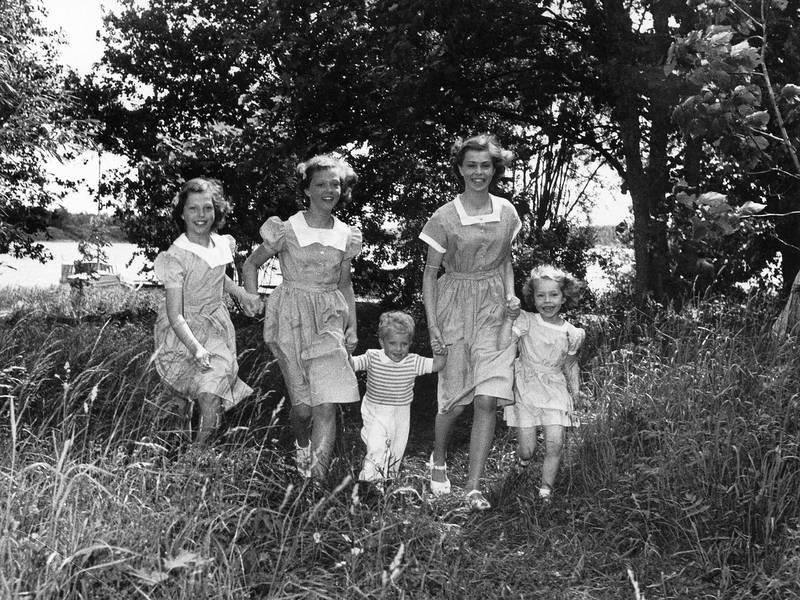
Les Hagasessorna et leur jeune frère Charles Gustave en 1948.
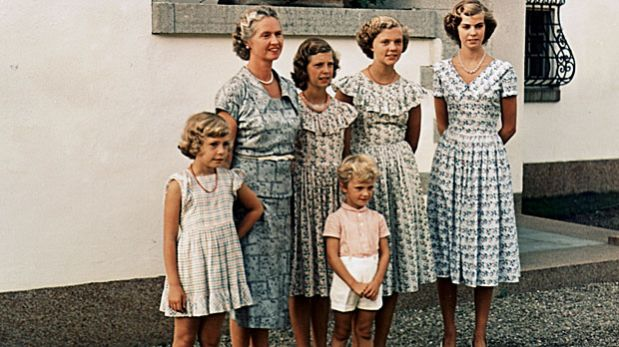
Les Hagasessorna en compagnie de leur mère Sibylle et de leur frère Charles Gustave à Solliden (vers 1950).

## Recueil de chansons
- (sv) Brita af Geijerstam (texte) et Rolf Engströmer (dessin), Hagaprinsessornas visor, Stockholm, Gebers, 1940 (LIBRIS 1370377).